# Flensborgske romhuse
Mange romfirmaer i Flensborg har været beskæftiget med import af sukker og rom fra Dansk Vestindien. 
Flensborg var den største romby i Europa og er især kendt for forskæring af brun jamaikarom. Forskåret rom (Rum-Verschnitt) er en blanding af importeret brun rom (melasse), vand og brændevin lavet på kartofler fra Angel.
De kendteste romhuse er: 

## Toldpakhuset
Skibbroen 39. 
Fra 1842/43 til 1960'erne lagerkælder for romfade til prøvetagning. 
Nu har Flensborg Søfartsmuseum til huse i bygningen og giver oplysninger om rommens historie i Flensborg.

## Pott
Nystaden 2 (Neustadt) over for Nørreport. Fra 1923 Augustagade 3-5. 
Pott-rom er grundlagt 1878 i et beboelseshus af firmaet H.H. Pott (Hans Hinrich Pott) fra 1848, men blev solgt til Henkell Sekt i 2006.

## Sonnberg
Skibbroen 16/17 på hjørnet til Nygade (Neue Straße). 
Dette er Flensborgs ældste romhus grundlagt i 1781 af H.C. Henningsen. Overtaget i 1901 af Heinrich Sonnberg. 
Bygningen huser nu Hansens Bryggeri, der er ølbryggeri og spisested oprettet i 1990'erne.
Boddel Rum er et varemærke fra Sonnberg. Boddel er det plattyske ord for flaske.

## Johannsen
Mariegade 6-8. 
Johannsen Rum er fra 1878 og eksisterer stadig.

## Herm. G. Dethleffsen
Holm 39. 
Hermann G. Dethleffsen overtog i 1881 Carl G. Andresens spiritushandel. I 1907 opkøbtes Bommerlunder snaps og sidenhen rommærkerne Balle, Hansen, J.C. Schmidt, Hermann C. Andresen og Sonnberg.

## Hansen Rom
Angelbogade 30-32 / Friedrich-Ebert-Str. 2. 
H. Hansen Jr. fra 1868. 
Huset i Angelbogade, hvor firmaet Hansen Rom havde til huse 1909-1964, er nu revet ned. 
Firmaet er et af de kendteste, men er nu opkøbt af Herm. G. Dethleffsen.

## Matz
Nørregårdender 1 (Norderhofenden), tidl. Hotel Flensburger Hof. 
Hans Jürgen Matz havde romhandel fra 1866. Bygningen er fra 1890. 

## Asmussen
Grundlagt 1860 i Flensborg af H.C. Asmussen. 
Ejes nu af Nordbrand i Nordhausen i Harzen.

## Balle
Fremstillet af Ole Christian Balle i Flensborg fra 1779. Hans firma var fra 1717, som er det årstal, der står på nutidens etiket. 

## A. Nissen
J.F. Clausens efterfølger, grundlagt 1855.

## Holborn
Holborn-Rum-Company etableret i Flensborg i 1925 og senere flyttet til Rinteln.  Holborn GS (Grog Spezialität). 

## Braasch Rum
Rødegade 26-28 (Rote Straße). 
Grundlagt 1998 af udlært romforskærer Walter Braasch. Udgør sammen med Johannsen Rum de to eneste romhuse, der endnu har adresse i Flensborg. De øvrige mærker videreføres andetsteds. Hos Braasch kan man besøge et lille gratis rommuseum.